# Got to Be Certain
"Got to Be Certain" er en sang af den australske sangerinde Kylie Minogue fra hendes debutalbum Kylie (1988). Sangen blev skrevet og produceret af Stock, Aitken og Waterman.

## Udgivelse
Sangen blev udgivet som albummets tredje single den 2. maj 1988 i Storbritannien og nåede nummer femten på UK Singles Chart. Sangen nåede senere nummer to og blev på hitliste i tre uger med salg af 278.000 eksemplarer. Uden for Storbritannien var sangen også vellykket og nåede førstepladsen i syv lande, herunder Finland og Israel. Singlen solgt mere end 17.200 eksemplarer i Sverige på tidspunktet.
Sangen nåede nummer to i New Zealand og var hendes mest succesfulde single derefter. I Australien blev sangen hendes anden single som nåede førstepladsen på ARIA Charts.

## Formater og sanger
CD single
1. "Got to Be Certain" (Extended Mix) – 6:36
2. "I Should Be So Lucky" (Extended Mix) – 6:08
3. "Got to Be Certain" (Platter Plus Dub Mix – Instrumental) – 3:17

7" vinyl single
1. "Got to Be Certain" – 3:17
2. "Got to Be Certain" (Platter Plus Dub Mix – Instrumental) – 3:17

12" vinyl single
1. "Got to Be Certain" (Extended Mix) – 6:36
2. "Got to Be Certain" (Platter Plus Dub Mix – Instrumental) – 3:17
3. "Got to Be Certain" – 3:17

12" remix
1. "Got to Be Certain" (Ashes to Ashes – The Extra Beat Boys Remix) – 6:52
2. "Got to Be Certain" (Platter Plus Dub Mix – Instrumental) – 3:17
3. "Got to Be Certain" – 3:17

## Hitlister
| Hitliste                          | Placering |
| --------------------------------- | --------- |
| Australien (ARIA Charts)          | 1         |
| Østrig (Ö3 Austria Top 75)        | 9         |
| Belgien (VRT Top 30)              | 1         |
| Finland (Suomen virallinen lista) | 1         |
| Frankrig (SNEP)                   | 9         |
| Tyskland (Media Control Charts)   | 6         |
| Irland (Irish Singles Chart)      | 6         |
| New Zealand (RIANZ)               | 2         |
| Norge (VG-lista)                  | 4         |
| Schweiz (Schweizer Hitparade)     | 8         |
| Sverige (Sverigetopplistan)       | 19        |
| Storbritannien (UK Singles Chart) | 2         |